# Thiou de Morigny
Thiou de Morigny (en latin : Theulfus Mauriniacensis) est un religieux et chroniqueur français du XIIe siècle, auteur du premier livre de la Chronique de Morigny (Chronicon Mauriniacense).

## Biographie
Thiou, né sans doute vers 1080, fut confié dès l'enfance aux moines de l'Abbaye de la Sainte-Trinité de Morigny, aujourd'hui dans la commune de Morigny-Champigny, pour devenir l'un d'eux. D'abord simple moine de ce monastère, il en devint ensuite le préchantre ainsi que le bibliothécaire.
Après la mort du premier abbé de Morigny, Renaud, survenue dans les derniers mois de l'année 1109, il fut d'abord élu pour lui succéder, mais les moines se ravisèrent soudain avant qu'il ne soit béni par l'archevêque de Sens et élurent à sa place un certain Hugues.
Après cela il quitta le monastère de Morigny pour gagner l'abbaye des Fossés, où il occupa à nouveau les fonctions de préchantre.
Avant 1115, il rejoignit à Soissons son ami Eudes, alias Odon, abbé de Saint-Crépin le Grand et comme lui ancien moine de Morigny, dont il devint le prieur. En 1115, Eudes alias Odon ayant été transféré à Reims pour y devenir l'abbé du prestigieux monastère de Saint-Rémi, Thiou lui succéda comme abbé de Saint-Crépin de Soissons, poste qu'il occupa jusqu'à sa mort jusqu'à sa mort, survenue entre 1136 et 1138, à la date du 16 mai.

## Œuvre littéraire
On a conservé trois productions littéraires de Thiou de Morigny, éditées et traduites pour la première fois en français par Bernard Gineste en 2024:
- Le premier livre de la Chronique de Morigny, dont malheureusement la plus grande partie est perdue, et dont il ne reste que la conclusion et deux annexes[4]. Le livre suivant est dû à Thomas de Morigny et le dernier à Garin le Blanc
- Une lettre en vers adressée à des moines du monastère des Fossés dont il était encore récemment le chef de chœur[5].
- Le récit pittoresque d'un procès féodal qui l'opposa, en tant qu'abbé de Saint-Crépin de Soissons, à un vassal indésirable puis à son gendre et héritier[6].